# Chiesa di San Marco (Corbolone)
La chiesa di San Marco è la parrocchiale di Corbolone, frazione del comune italiano di San Stino di Livenza, nella città metropolitana di Venezia. Inoltre, fa parte della forania del Basso Livenza.

## Storia
La comunità cristiana di Corbolone fu fondata dai benedettini dell'abbazia di Sesto al Reghena (alla quale rimase legata sino al 1897) e per questo rappresentò un'exclave del patriarcato di Aquileia (dal 1751 arcidiocesi di Udine sino al 1818). Tuttavia, vista la distanza dal monastero, l'assistenza spirituale veniva assicurata dalla pieve di Lorenzaga, in diocesi di Concordia. Da varie testimonianze emerge come, sorprendentemente, il pievano di Lorenzaga prendesse iniziative in autonomia senza coinvolgere né l'abate, né il patriarca; tra queste, l'istituzione della parrocchia, documentata da uno scritto del 1478.
La prima pietra di questo prezioso edificio, che andò a inglobare la cappella dell'Annunciata del 1459, fu posta il 29 maggio 1514 alla presenza dei maestri muratori Giorgio e Bernardino da Crema.
Nel 1963 i capifamiglia del paese rinunciarono al loro diritto di eleggere il parroco; in cambio, il vescovo Vittorio De Zanche conferì alla chiesa il titolo di arcipretale.

## Descrizione
Ha pianta rettangolare absidata da cui emerge, a sinistra, la cappella suddetta. Gli esterni sono sobri con mattoni a faccia vista, ma non per questo privi di eleganza grazie alla presenza di alcuni elementi architettonici quali il rosone che sovrasta il portale e gli archetti ciechi che si ripetono sulla facciata e sulle pareti laterali.
Sull'altare maggiore trova posto il dipinto con San Marco in cattedra tra i santi Sebastiano e Rocco, noto come "pala del Tiziano" perché in passato attribuita al celebre Tiziano Vecellio; in tempi più recenti è stato assegnato a Bonifacio de' Pitati. L'altare di destra espone la Pietà, prezioso gruppo scultoreo in terracotta realizzato da Benedetto Stefani nel 1585.
Sul lato sinistro si apre la cappella dell'Annunciata, affrescata dal Pordenone con l'Incoronazione della Vergine e la Teoria delle Sante. Sull'altare policromo si trova il gruppo scultoreo dell'Annunciazione, realizzato nel 1704 da Orazio Marinali.
Altri affreschi del Pordenone sono il San Rocco, sulla parete destra, e il Profeta Balaam, a sinistra. Nel coro sono collocate quattro tele attribuite a Gaspare Diziani, raffiguranti scene della vita di Maria (Nascita della Vergine, Adorazione dei Magi, Morte di Giuseppe, Madonna in trono e santi).